# Graycassis bulga
Espèce
Graycassis bulga est une espèce d'araignées aranéomorphes de la famille des Lamponidae.

## Distribution
Cette espèce est endémique de Nouvelle-Galles du Sud en Australie. Elle se rencontre dans les forêts d'État de Bulga, de Bellangary, de Kiwarrak, d'Enfield et de Kerewong.

## Description
Le mâle holotype mesure 5,7 mm et la femelle 8,3 mm.

## Étymologie
Son nom d'espèce lui a été donné en référence au lieu de sa découverte, la forêt d'État de Bulga.

## Publication originale
- Platnick, 2000 : A relimitation and revision of the Australasian ground spider family Lamponidae (Araneae: Gnaphosoidea). Bulletin of the American Museum of Natural History, no 245, p. 1-330 (texte intégral).